# W41S
W41S（だぶりゅーよんいちえす）は、ソニー・エリクソン・モバイルコミュニケーションズ（現・ソニーモバイルコミュニケーションズ）によって開発され、KDDI、および沖縄セルラー電話の各auブランドで販売されたCDMA 1X WINの携帯電話である。

## 特徴
auの新サービス「au LISTEN MOBILE SERVICE」第1号機として、2006年1月27日より2006年春モデルの先陣を切って発売された。
「Music Hungry!」をコンセプトにして、音楽ケータイを強く打ち出し、マイク付きリモコンも搭載している。ただしメモリースティックオーディオは搭載されていない為ATRACやMP3の再生はできない。
メニューにはW32S同様、背景が時間や季節によって変わるドラマメニューを採用した。
なお、2006年発売のEZ FeliCa対応端末としては唯一、FeliCaチップがディスプレイ側に装備されている。
2012年7月22日をもって、周波数の切り替えに伴い、利用できなくなった。

## 対応サービス
- PCサイトビューアー
- au LISTEN MOBILE SERVICE
- EZ着うたフル
- EZ着うた（ハイクオリティステレオ）
- EZナビウォーク（声de入力・電子コンパス）
- EZ助手席ナビ
- EZ・FM
- EZ FeliCa
- Hello Messenger
- 赤外線通信
- EZアプリ（BREW）
- 安心ナビ
- ペア機能
- GLOBAL EXPERT

## 不具合
2007年3月27日に以下の不具合の修正がケータイアップデートにより行われた。
- EZサービスの初期設定に失敗し、Eメールを受信できない場合がある
- メモリースティック Duo内のムービーを再生するとキー操作ができなくなり、電源がリセットする場合がある